# Cañada de Calatrava
Cañada de Calatrava es un municipio y localidad española de la provincia de Ciudad Real, en la comunidad autónoma de Castilla-La Mancha. El término municipal, ubicado en la comarca del Campo de Calatrava, tiene una población de 103 habitantes (INE 2024).

## Geografía

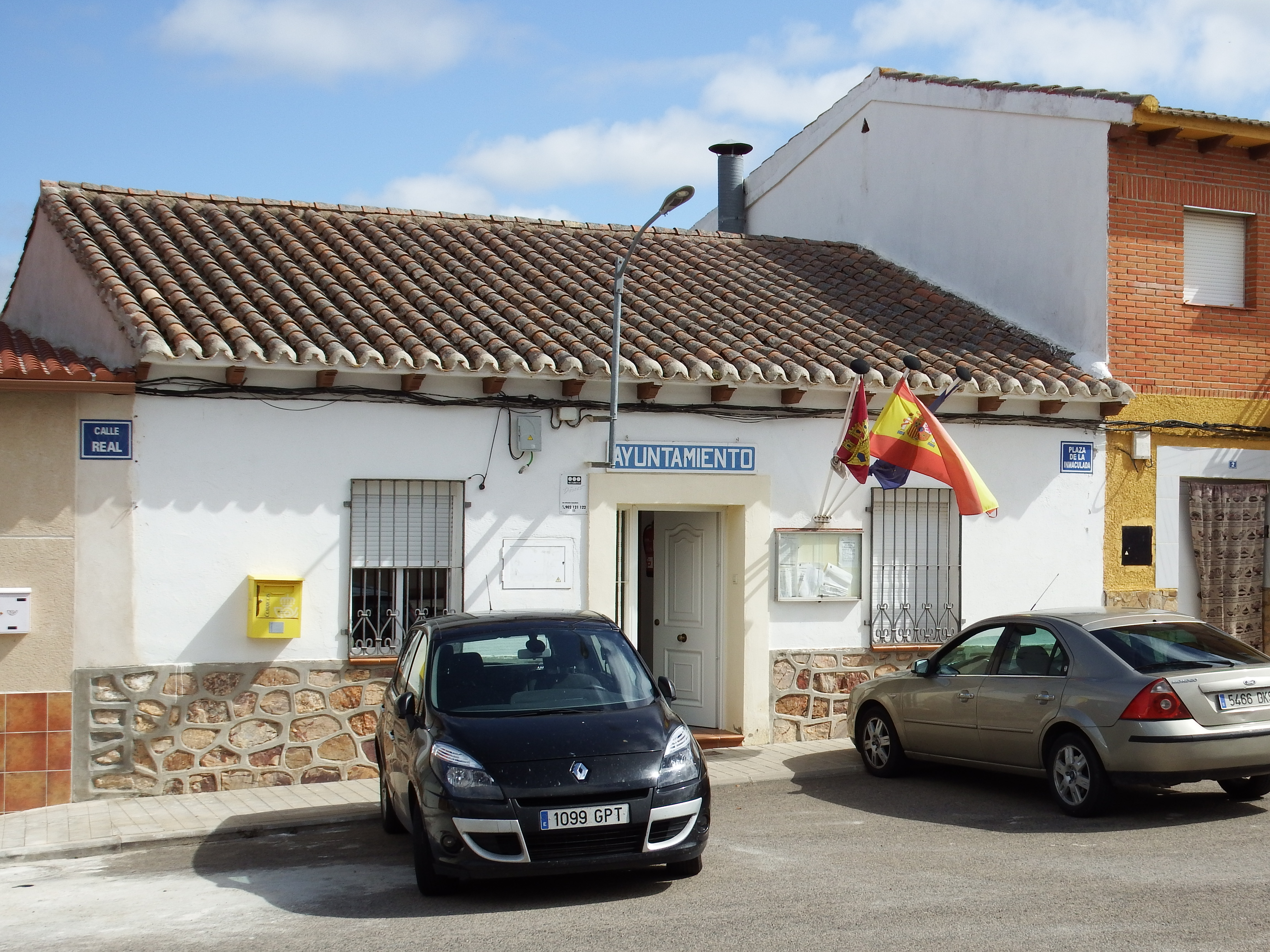
Ayuntamiento de Cañada de Calatrava

El municipio está situado en la carretera que une Corral de Calatrava con Villar del Pozo. Su término municipal linda al este con Ciudad Real y Villar del Pozo, al sur con Argamasilla de Calatrava y al oeste con Caracuel de Calatrava y Corral de Calatrava. Tiene una superficie de 29,9 km².
Integrado en la comarca de Campo de Calatrava, se sitúa a 19 km de la capital provincial. El término municipal está atravesado por la carretera N-420 entre los pK 182 y 183, por la Autovía Ciudad Real-Puertollano (A-41) y por la carretera local CR-P-5135 que une Corral de Calatrava con el aeropuerto de Ciudad Real. 
El relieve del municipio es el propio de la comarca a la pertenece, predominantemente llano al norte (valle del Jabalón), con zonas más elevadas según se avanza hacia el sur, destacando la Sierra Gorda en el límite con Argamasilla de Calatrava y la Sierra Vieja al sureste. La altitud oscila entre los 831 m al sur (Sierra Gorda) y los 570 m en las cercanías del río Jabalón. El pueblo se alza a 660 m sobre el nivel del mar.
| Noroeste: Corral de Calatrava   | Norte: Corral de Calatrava y Ciudad Real | Noreste: Ciudad Real                |
| Oeste: Corral de Calatrava      |                                          | Este: Ciudad Real y Villar del Pozo |
| Suroeste: Caracuel de Calatrava | Sur: Argamasilla de Calatrava            | Sureste: Ballesteros de Calatrava   |

## Historia
A mediados del siglo XIX, el lugar tenía contabilizada una población de 390 habitantes. Aparece descrito en el quinto volumen del Diccionario geográfico-estadístico-histórico de España y sus posesiones de Ultramar de Pascual Madoz de la siguiente manera:

CAÑADA: l. con ayunt. en la prov. y part. jud. de Ciudad-Real (3 leg.), aud. terr. de Albacete (32), dióc. de Toledo (21), c. g. de Castilla la Nueva (Madrid 33): sit. en una cañada frente al cerro del Vallejo, que es de mucha elevacion; goza de clima templado, y se padecen calenturas catarrales: tiene 66 casas todas de un solo piso con calles malas y en ladera, la de ayunt. que sirve de cárcel, y la igl. parr. dedicada á la Asuncion de Ntra. Sra., la cual es filial de la parr. del Corral de Calatrava, perteneciente á la orden del mismo nombre: hay un pozo abundante de agua muy buena que surte á todo el l. y sus ganados. Confina el térm. por N. y E. con el de Ciudad-Real; S. Argamasilla de Calatrava, y O. Corral de Calatrava, no llegando su estension á 1/4 leg. por N., E. y O. y á 1/2 leg. por el S., por cuya razon la mayor parte de las labores se hacen en tierras arrendadas de las pobl. inmediatas; hacia el S. hay un cerro llamado las Loberas, otro el Enjambradero, otro el Arca y otro el Cofre: entre los cerros de las Loberas y el Arca, hay una cañada llamada del Platero con un pozo de agua abundante y buena; pero alechada: por bajo del l., pasa un arroyo de avenida que desagua en el Javalon, cuyo r. corre tambien á corta dist.: el terreno es muy áspero, con algunos trozos para pastos; los caminos vecinales: el correo se recibe en Ciudad-Real 2 veces á la semana. prod.: granos y muy poco aceite; se mantienen 45 pares de mulas y bueyes de labor, y se cria alguna caza. pobl.: 78 vec., 390 alm. cap. imp.: 50,000 rs. contr.: 5,502 con inclusion de culto y clero.
(Madoz, 1846, pp. 479-480)

Hasta la reforma de la nomenclatura municipal de 1916 el municipio se llamaba simplemente Cañada. En dicha fecha su nombre fue modificado por el de Cañada de Calatrava.

## Demografía
Cañada de Calatrava cuenta con una población de 103 habitantes (INE 2024).
| Gráfica de evolución demográfica de Cañada de Calatrava entre 1842 y 2021 |
| |
| Población de derecho según los censos de población del INE Población de hecho según los censos de población del INEEn estos censos se denominaba Cañada: 1842, 1857, 1860, 1877, 1887, 1897, 1900 y 1910 |

La densidad de población de 3,68 hab./km² (INE 2018).